# Philippe Gueneley
Philippe Gueneley, né Philippe Jean-Marie Joseph Gueneley le 9 novembre 1938 à Dole dans le Jura, est un évêque catholique français, évêque émérite de Langres depuis janvier 2014.

## Biographie

### Formation
Suivant l'exemple de son père, lui-même professeur de lettres, Philippe Gueneley a obtenu une licence en lettres classiques à l'université de Besançon. Il a ensuite suivi sa formation en vue de la prêtrise au Grand séminaire de Lons-le-Saunier.

### Principaux ministères
Ordonné prêtre le 29 juin 1964 pour le diocèse de Saint-Claude, il a passé les treize premières années de son ministère comme professeur et supérieur au collège de Vaux-sur-Poligny. Pendant cette période il a exercé d'autres ministères complémentaires, en particulier comme aumônier diocésain de la Jeunesse étudiante chrétienne (JEC) de 1968 à 1970.
Il prend ensuite diverses responsabilités à l'échelle du diocèse de Saint-Claude, et même à celle de l'Église de France en ce qui concerne le catéchuménat : délégué diocésain à l'œcuménisme de 1981 à 1995, directeur diocésain de la catéchèse et du catéchuménat de 1985 à 1988, fonction qu'il cumule avec celle de directeur du Service national du catéchuménat, aumônier diocésain de Mouvement Eucharistique des Jeunes (MEJ) et conseiller spirituel des Focolari de 1983 à 1989, responsable diocésain du service Incroyance-Foi et délégué diocésain pour le renouveau charismatique de 1983 à 1995 et responsable diocésain des vocations de 1988 à 1995.
De 1988 à 1993, il part à Dijon comme professeur de théologie au séminaire interdiocésain. En 1995, il est envoyé dans le diocèse de Troyes comme curé de Romilly-sur-Seine, alors qu'un prêtre troyen, Yves Patenôtre venait d'être nommé évêque de Saint-Claude.
Nommé évêque de Langres le 16 décembre 1999, il a été consacré le 5 mars 2000.
Au sein de la Conférence des évêques de France, il est membre de la commission pour la liturgie et la pastorale sacramentelle.
Ayant atteint la limite d'âge, il se retire le 21 janvier 2014, date à laquelle Joseph de Metz-Noblat est nommé pour lui succéder à Langres.
Dès le 12 mai suivant, il est rappelé comme administrateur apostolique du diocèse de Quimper et Léon dont l'évêque, Jean-Marie Le Vert suspend l'exercice de sa charge pour raison de santé, avant de renoncer à sa charge le 22 janvier 2015. Philippe Gueneley gouverne le diocèse de Quimper jusqu'à l'arrivée d'un nouvel évêque, Laurent Dognin, le 3 juillet 2015.

### Décorations
Chevalier de la Légion d'honneur (décret du 29 mars 2013)